# زياد عبس
زياد ريمون عبس (من مواليد 2 أغسطس 1972 في بيروت) هو ناشط في التيار الوطني الحر،  انضم إلى مسيرة الجنرال ميشال عون قائد الجيش اللبناني السابق (1984-1988)،  بين عامي 1990 و 2005 أدار العديد من المسؤوليات في التيار الوطني الحر،  وقد ساهم زياد في توقيع مذكرة تفاهم حزب الله مع «ميشال عون» في 6 فبراير 2006. تم طرده من التيار الوطني الحر مع ثلاثة أعضاء آخرين في عام 2016،  وقد كان مرشحًا لمقعد البرلمان الأرثوذكسي اليوناني.
طرده المجلس القانوني للتيار الوطني إلى جانب نعيم عون وأنطوان نصر الله يوم الجمعة 29 يوليو 2016، بتهمة إثارة أزمات الحركة في وسائل الإعلام والتمرد على قرارات الحركة،  وهو أيضًا مؤسس جمعية LOGOS،  ورئيس نادي شباب الأشرفية.

## سيرة شخصية
عباس هو مهندس كهربائي والرئيس التنفيذي لمجموعة ضوء القمر للحلول المعمارية (MAS Group) في الدوحة وبيروت منذ عام 1998، وهو أيضًا الرئيس التنفيذي لشركة Petroserv SAL  في بيروت منذ عام 2012.